# 강커우구

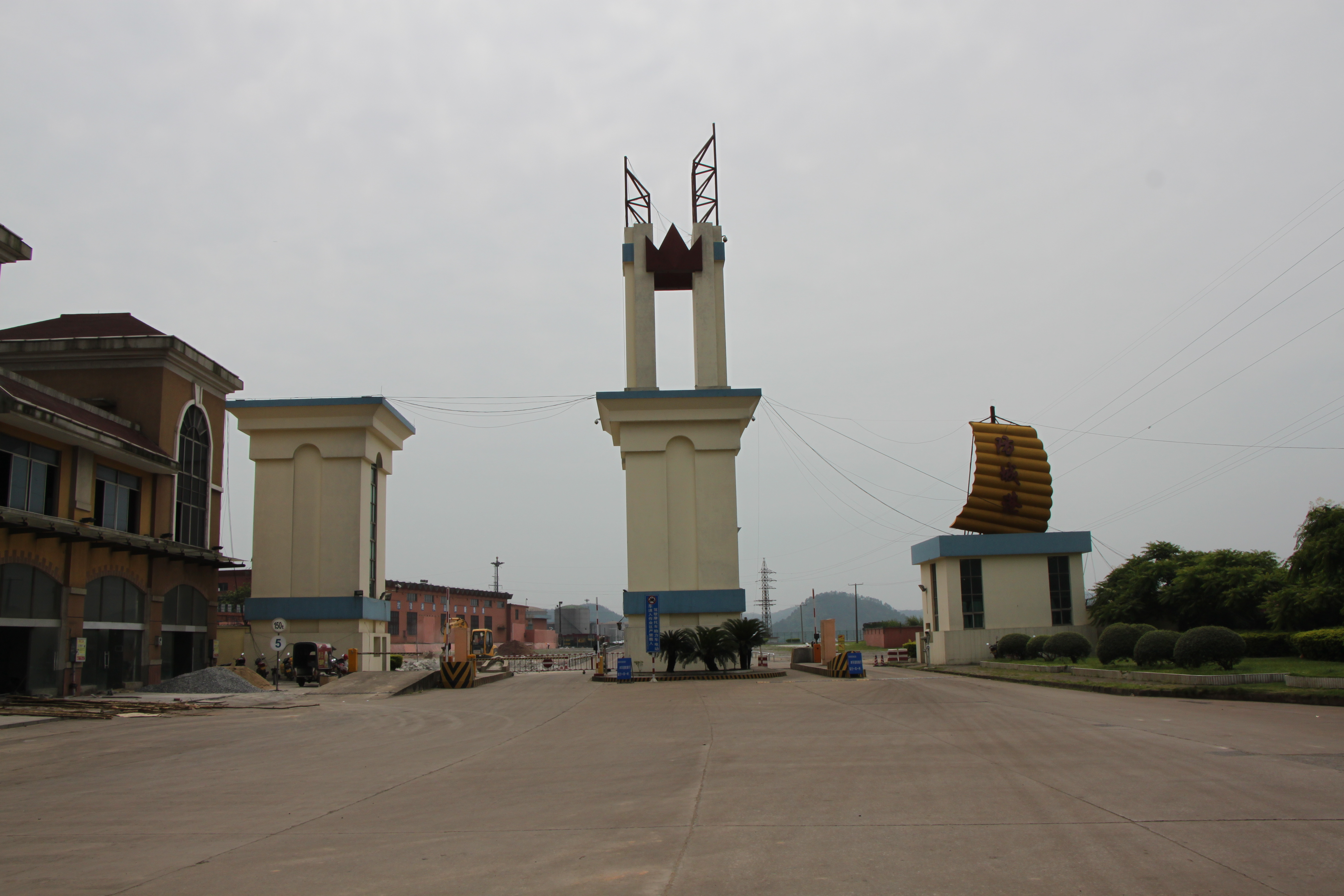

강커우구(한국어: 항구구, 중국어: 港口区, 병음: Gǎngkǒu Qū)는 중국 광시 좡족 자치구 팡청강 시의 현급 행정구역이다. 넓이는 370km2이고, 인구는 2007년 기준으로 120,000명이다.

## 행정 구역
2개 가도, 3개 진을 관할한다.
- 가도: 渔洲坪街道, 白沙万街道.
- 진: 企沙镇, 光坡镇, 公车镇.